# 赵鹤亭
赵鹤亭（1914年—1990年），男，湖北黄安人，中华人民共和国军事人物，中国人民解放军少将，曾任辽宁省军区副司令员。